# نزع السلاح من جانب واحد
نزع السلاح من جانب واحد هو خيار سياسي للتخلي عن الأسلحة دون السعي للحصول على تنازلات مماثلة من الخصوم الفعليين أو المحتملين. وقد استخدم بشكل شائع في القرن العشرين في سياق نزع السلاح النووي من جانب واحد، وهو هدف متكرر لحركات السلام في بلدان مثل المملكة المتحدة.
لا تختار الدول في كثير من الأحيان تفكيك كامل قدرتها العسكرية، وعادة ما يكون نزع السلاح من جانب واحد في اختصاص تقني واحد مثل أسلحة الدمار الشامل. ركزت كل الحملات السياسية السلمية منذ عهد حركة المهاتما غاندي وحتى حملة نزع السلاح النووي على نزع السلاح من جانب واحد كخطوة نحو السلام العالمي.
كما يمكن أن يحدث نزع السلاح النووي من جانب واحد في حالة حدوث سلسلة من الإخفاقات المتتالية. على سبيل المثال فقدان الخبرة وعدم القدرة على تمويل وإعادة تمويل القدرة النووية الحالية والحفاظ عليها، أو المماطلة وإهمال منصات الأسلحة النووية القائمة والبنية التحتية إلى الحد الذي يجعل الدولة غير قادرة على إعادة بناء قدرتها النووية في الوقت المناسب قبل أن تبدأ أجزاء من النظام (الأنظمة) في الانهيار. حيث يصبح الردع النووي لتلك الدولة مشكوكًا فيه وغير مؤكد.